# Girsterklaus
Girsterklaus (lb. Giischterklaus) – mała miejscowość (lieu-dit)  we wschodnim Luksemburgu, w kantonie Echternach, w gminie Rosport-Mompach. Do 3 października 2015 miejscowość leżała w dystrykcie Grevenmacher. Do 31 grudnia 2017 miejscowość leżała w gminie Rosport.